# Hospital São Paulo (métro de São Paulo)
Hospital São Paulo (en portugais : Estação Hospital São Paulo) est une station de la ligne 5 (Lilas) du métro de São Paulo. Elle est située rua Pedro de Toledo, dans le quartier de Vila Mariana, à São Paulo au Brésil.
Mise en service en 2017 par le métro de São Paulo, elle est exploitée depuis 2018 par le concessionnaire ViaMobilidade.

## Situation sur le réseau

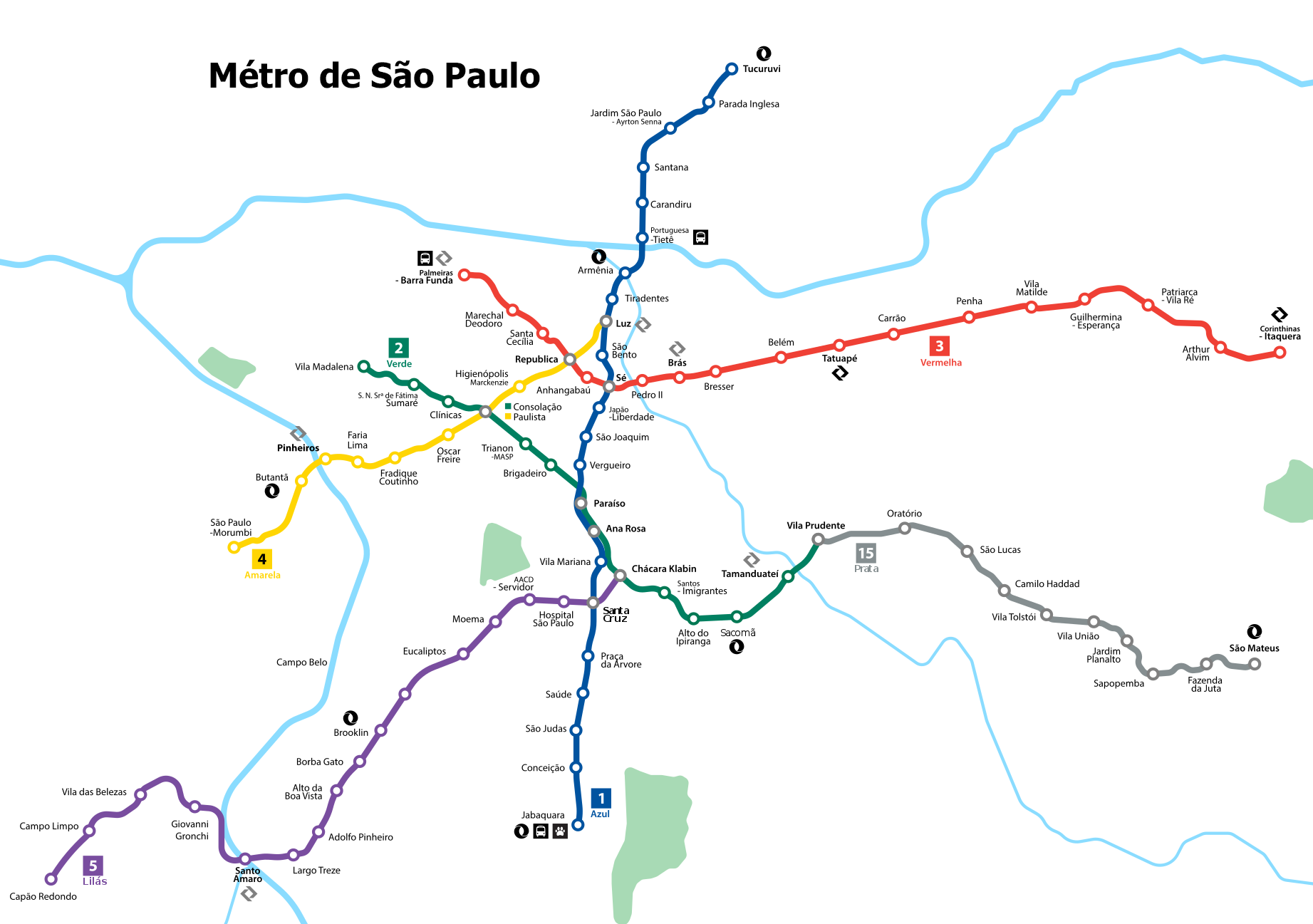
Plan du Métro de São Paulo 2020.

Établie en souterrain, la station Hospital São Paulo est située la ligne 5 (Lilas) entre les stations AACD-Servidor, en direction du terminus Capão Redondo, et Santa Cruz, en direction du terminus Chácara Klabin.
Elle dispose d'un quai central encadré par les deux voies de la ligne.

## Histoire
La station Hospital São Paulo de la ligne 5 du métro de São Paulo est inaugurée le 28 septembre 2018,. C'est une station souterraine, construite dans une tranchée ouverte pour les travaux. Elle dispose de deux quais latéraux avec une mezzanine de distribution, avec une billetterie. L'accès principal est couvert d'un dôme en acier et verre pour un éclairage naturel, les deux accès, rua Pedro de Toledo et rua dos Otonis, sont équipés d'escaliers roulants, dans les deux sens, et d'ascenseurs pour les personnes à la mobilité réduite.

## Services aux voyageurs

### Accès et accueil
La station dispose de deux accès sur les rues Pedro de Toledo et dos Otonis. Ils sont équipés d'escaliers mécaniques et d'ascenseurs qui permettent d'accéder à la mezzanine du niveau -1, ou se situent la billetterie, le contrôle et les relations avec les quais du niveau -2. Elle est accessible aux personnes à la mobilité réduite.

### Desserte
Hospital São Paulo est desservie, tous les jours de 4h40 à minuit, par les rames de la ligne 5 du métro de São Paulo.

## À proximité
Elle dessert notamment : Hospital São Paulo (pt), Escola Paulista de Medicina (pt), Université fédérale de São Paulo, Hospital do Rim e Hipertensão (pt) et le Teatro João Caetano (pt).